# Kustjordrök
Kustjordrök (Fumaria muralis) är en vallmoväxtart som beskrevs av Otto Wilhelm Sonder och Wilhelm Daniel Joseph Koch. Enligt Catalogue of Life ingår Kustjordrök i släktet jordrökar och familjen vallmoväxter, men enligt Dyntaxa är tillhörigheten istället släktet jordrökar och familjen vallmoväxter. Arten förekommer tillfälligt i Sverige, men reproducerar sig inte.

## Underarter
Arten delas in i följande underarter:
- F. m. boraei
- F. m. muralis
- F. m. laeta
- F. m. lowei

## Bildgalleri

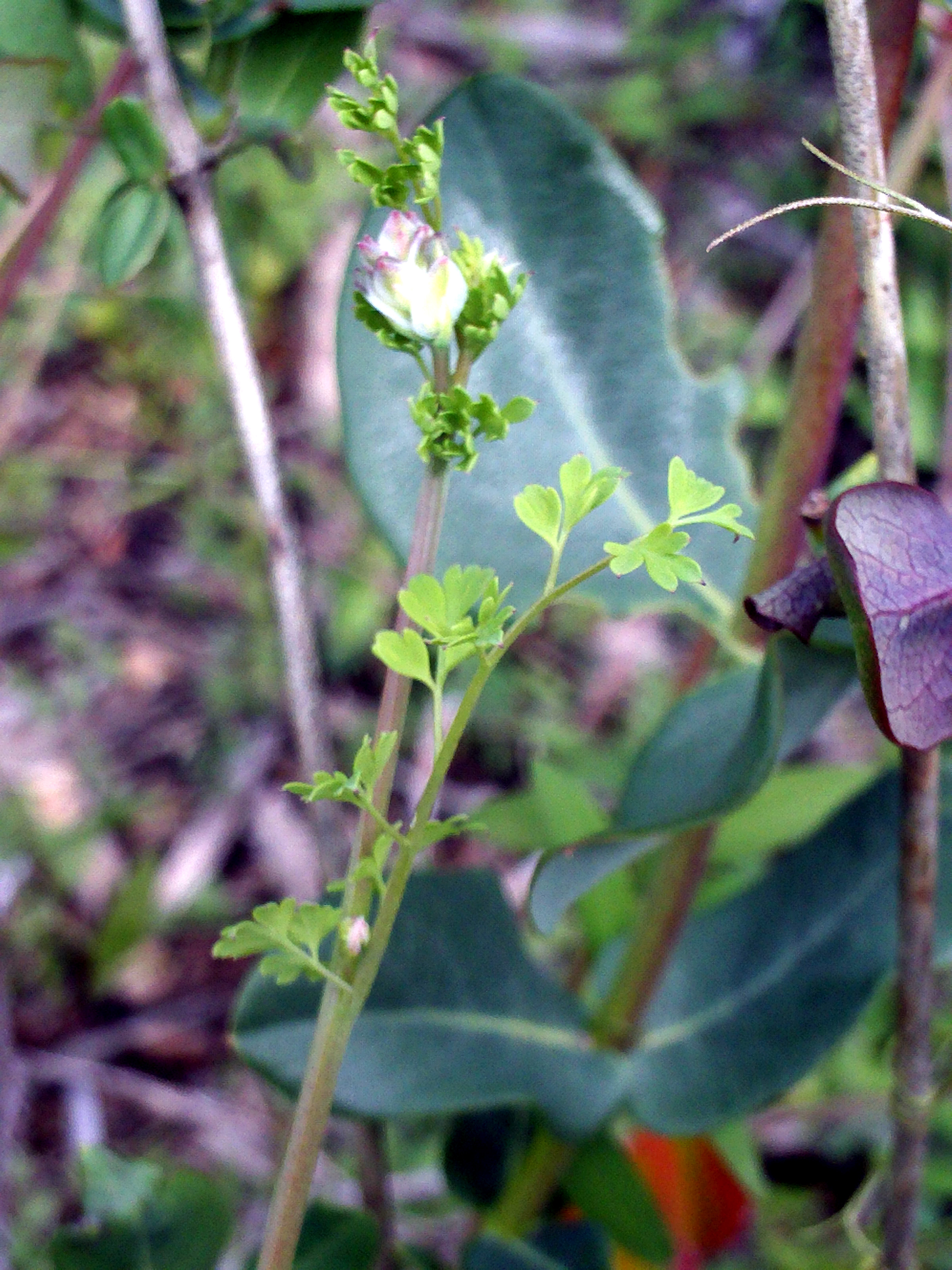
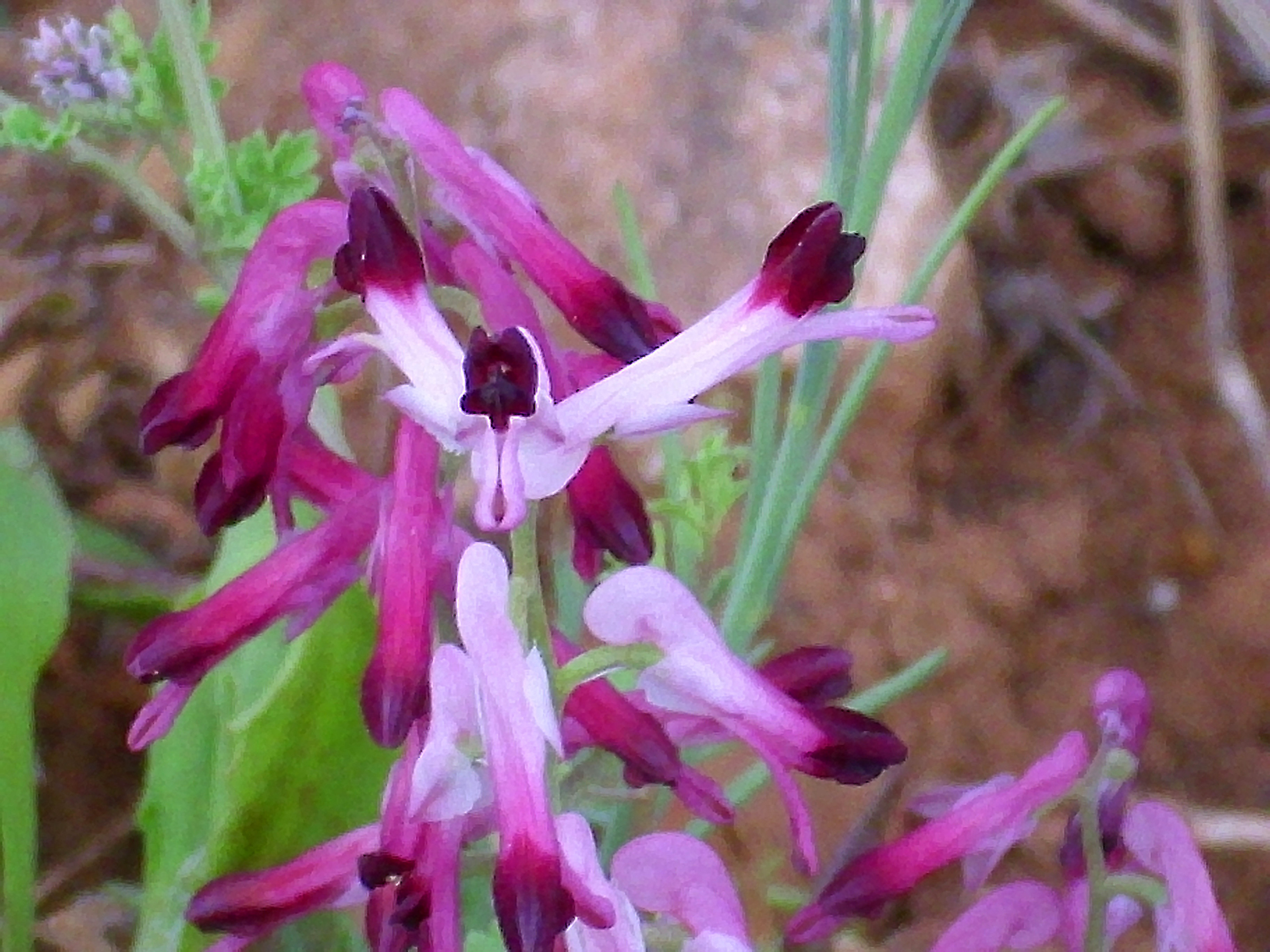
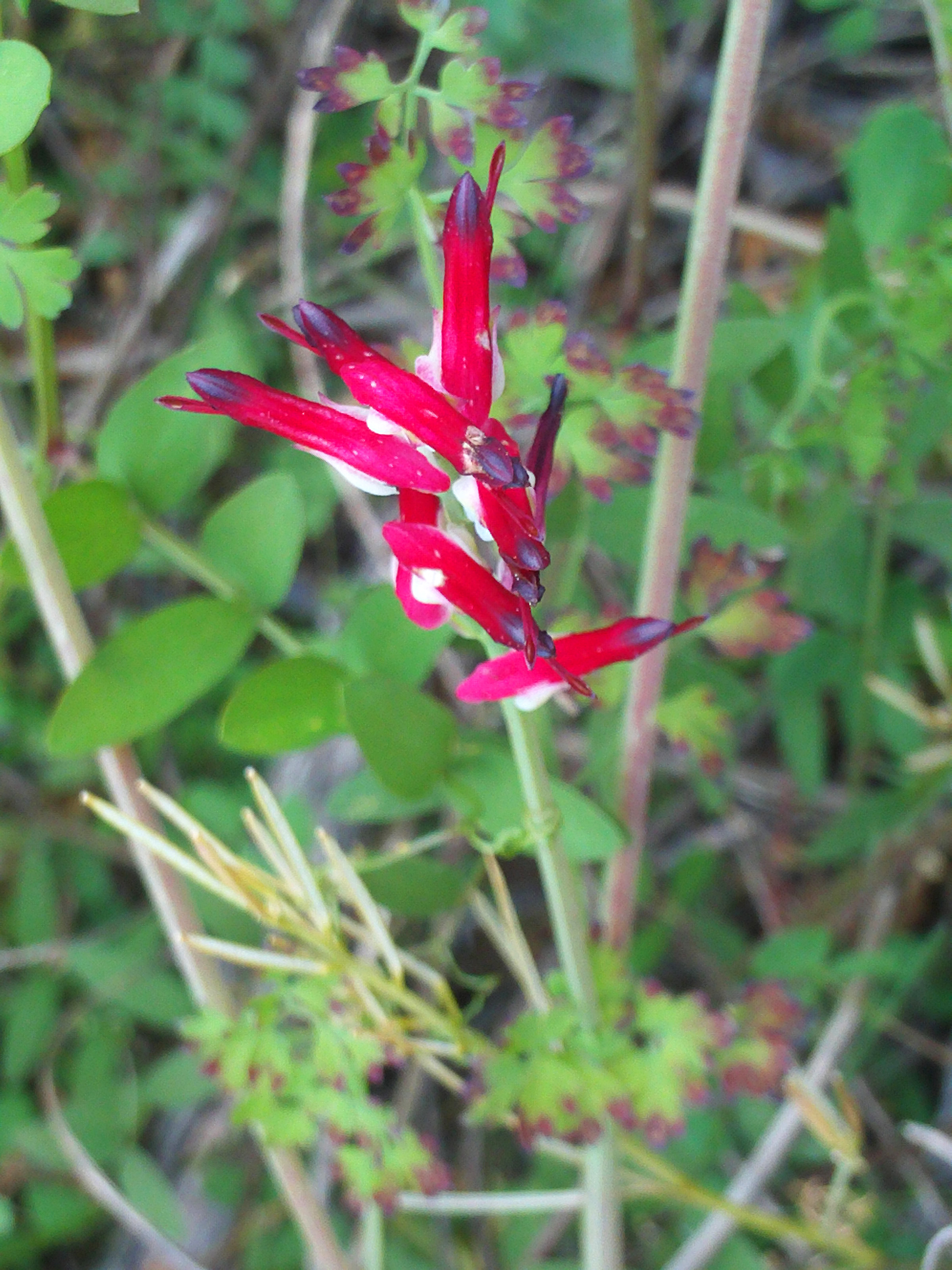
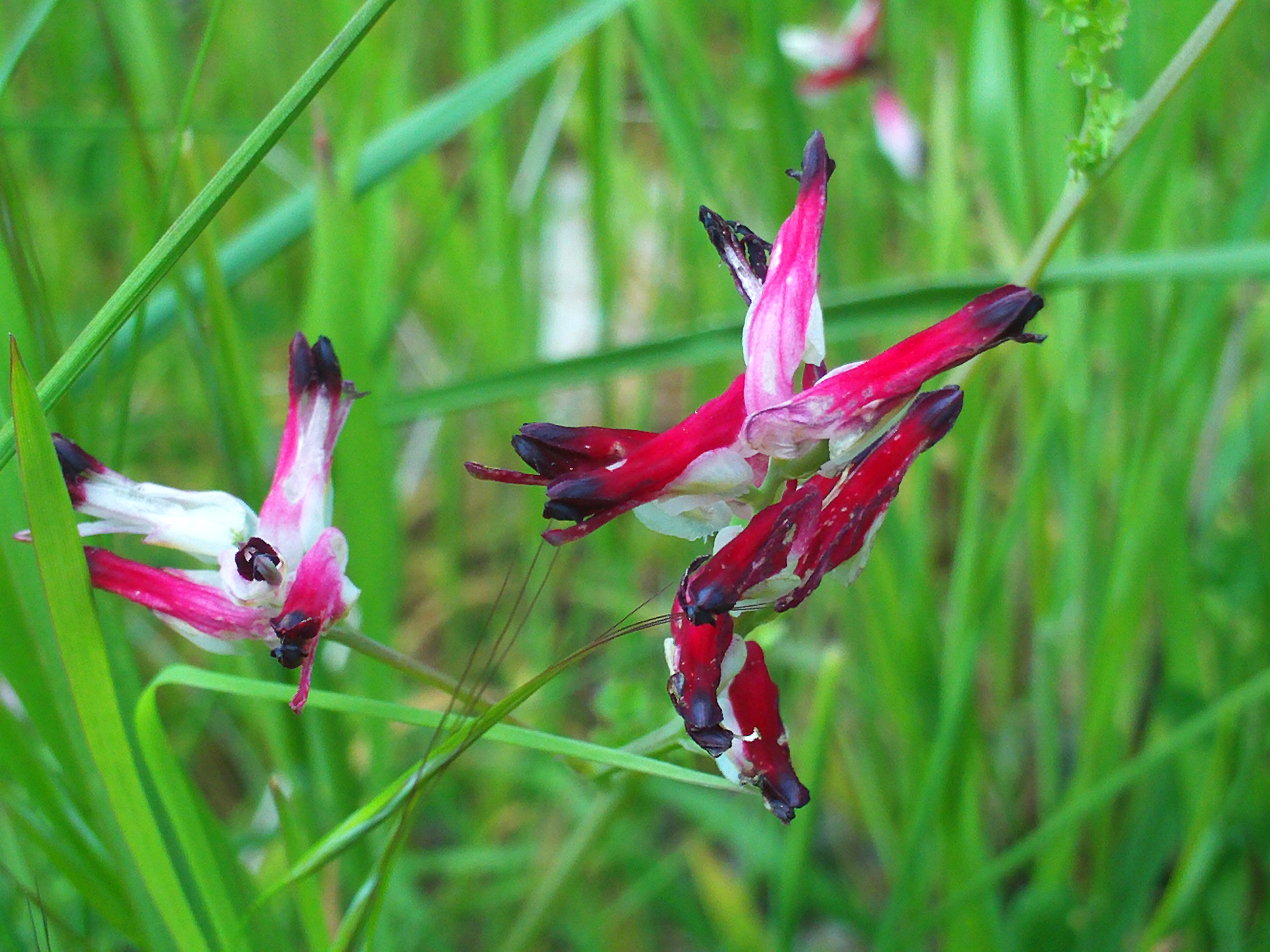
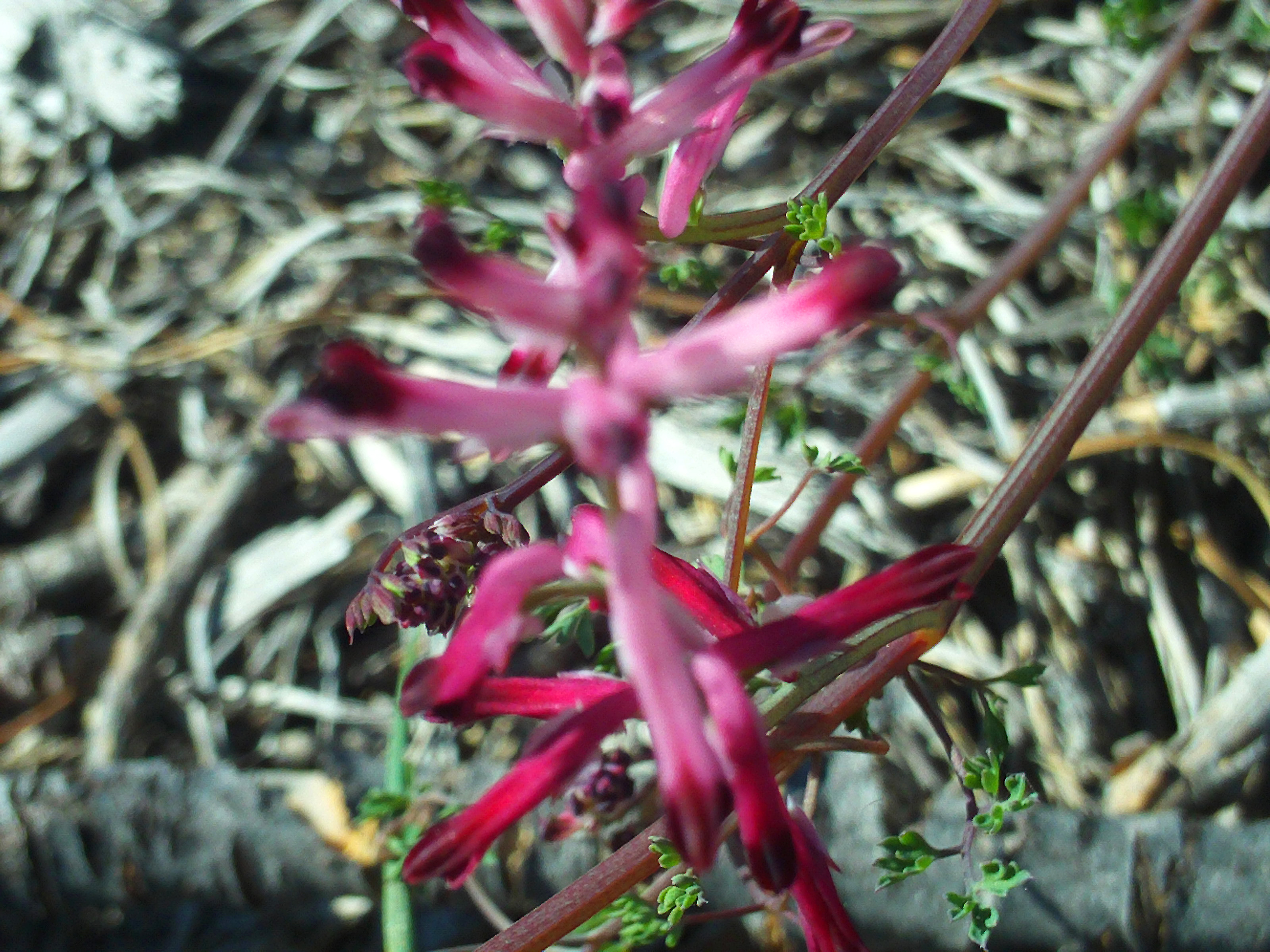
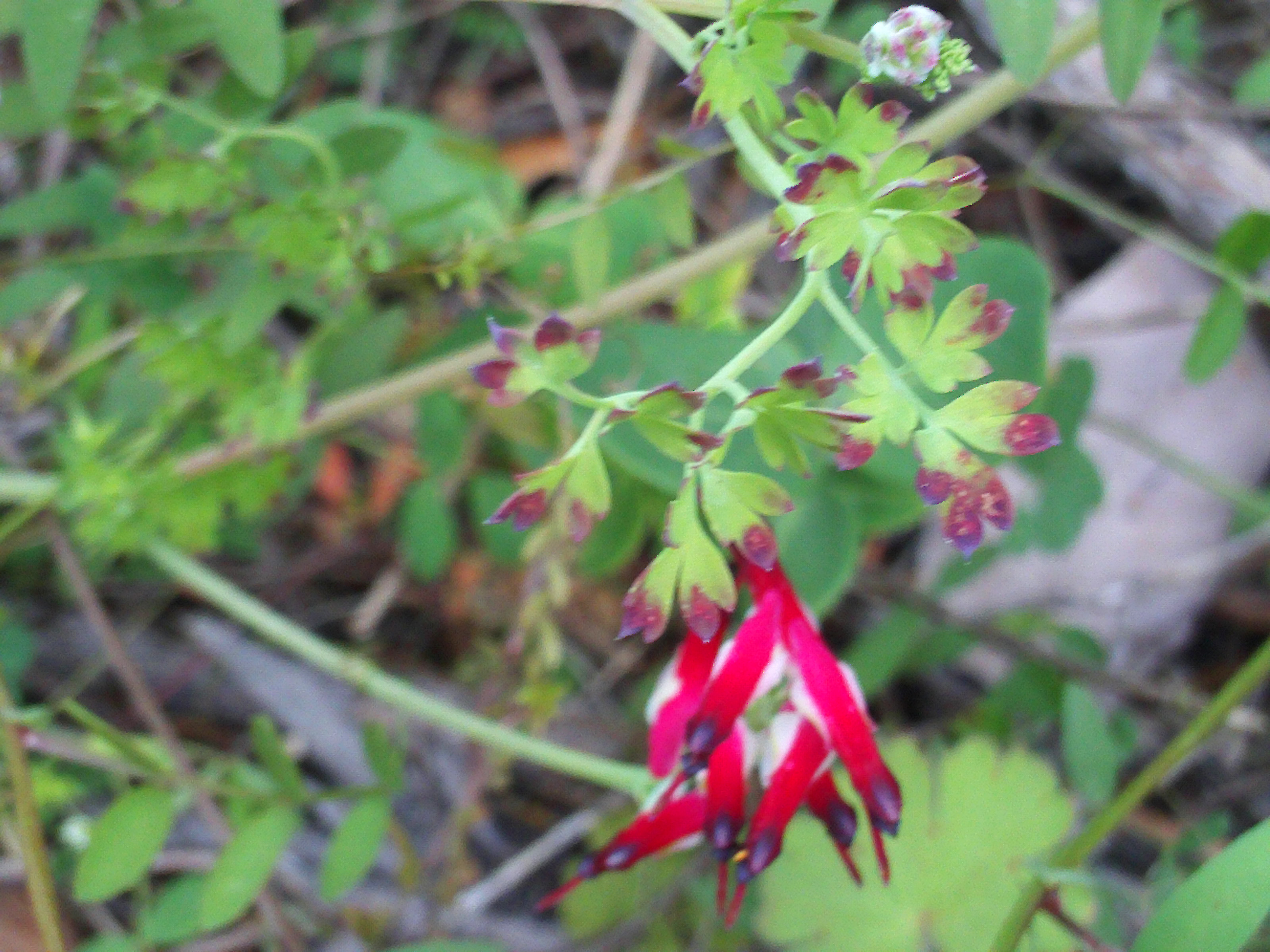